# Ganoderma flexipes
Ganoderma flexipes är en svampart som beskrevs av Pat. 1907. Ganoderma flexipes ingår i släktet Ganoderma och familjen Ganodermataceae.   Inga underarter finns listade i Catalogue of Life.